# En Død i Skønhed
En Død i Skønhed er en film instrueret af Robert Dinesen.